# Episodi di Dark Blue (prima stagione)
La prima stagione della serie televisiva Dark Blue è stata trasmessa negli Stati Uniti sul canale TNT dal 15 luglio 2009 al 16 settembre 2009.
In Italia è stata trasmessa sul canale AXN a partire dal 21 settembre 2010.
| nº | Titolo originale           | Titolo italiano         | Prima TV USA      | Prima TV Italia   |
| -- | -------------------------- | ----------------------- | ----------------- | ----------------- |
| 1  | Pilot                      | Copertura perfetta      | 15 luglio 2009    | 21 settembre 2010 |
| 2  | Guns, Strippers, and Wives | Traffico d'armi         | 22 luglio 2009    | 21 settembre 2010 |
| 3  | Purity                     | Il passato di Jaimie    | 29 luglio 2009    | 28 settembre 2010 |
| 4  | K-Town                     | Denaro falso            | 5 agosto 2009     | 5 ottobre 2010    |
| 5  | August                     | La redenzione di Carter | 12 agosto 2009    | 12 ottobre 2010   |
| 6  | Ice                        | Diamanti                | 19 agosto 2009    | 19 ottobre 2010   |
| 7  | O.I.S.                     | Affari interni          | 26 agosto 2009    | 26 ottobre 2010   |
| 8  | Venice Kings               | Sequestro di persona    | 2 settembre 2009  | 2 novembre 2010   |
| 9  | Betsy                      | Vecchie conoscenze      | 9 settembre 2009  | 9 novembre 2010   |
| 10 | A Shot in the Dark         | Uno sparo nel buio      | 16 settembre 2009 | 16 novembre 2010  |